# Österreichischer Handballausschuß
Der Österreichische Handballausschuß war der Vorgänger des Österreichischen Handballbunds zwischen 1922 und 1925. Er war Teil des Österreichischen Leichtathletik-Verbands.

## Geschichte
Ende 1921 stellte der Wiener Sport-Club und DSC Danubia den Antrag an den Österreichischen Leichtathletik-Verband (ÖLV), Handball als leichtathletische Disziplin anzuerkennen und eine Organisation zu gründen.
An der Generalversammlung des ÖLVs im Jänner 1922 wurde der Antrag dieser zwei Vereinen stattgegeben und der Handballausschuss unter der Leitung von Willy Blau gegründet.
In den ersten Wochen wurden die Regeln auf Basis der deutschen Regeln erstellt.
Zu den ersten Vereinen gehörten:
MännerWiener Sport-Club, SC Wacker Wien, SC Hakoah Wien, Österreichische Lehrer-Sportvereinigung, Sportklub Ferrowatt, Rennweger SV 1901, Vienna Cricket and Football-Club und Wiener AC.
FrauenDSC Danubia, Sportklub Ferrowatt, SC Hakoah Wien und Vienna Cricket and Football-Club
Ende Februar wurde die Satzung für die Austragung von Handballwettspielen erstellt.
In der Saison 1922 wurde ein Cup gespielt. Der Ehrenpreis wurde von Willy Blau gespendet.
Am 25. Jänner 1925 wurde der eigenständige Österreichische Handballbund gegründet.